# Герцог Монтельяно

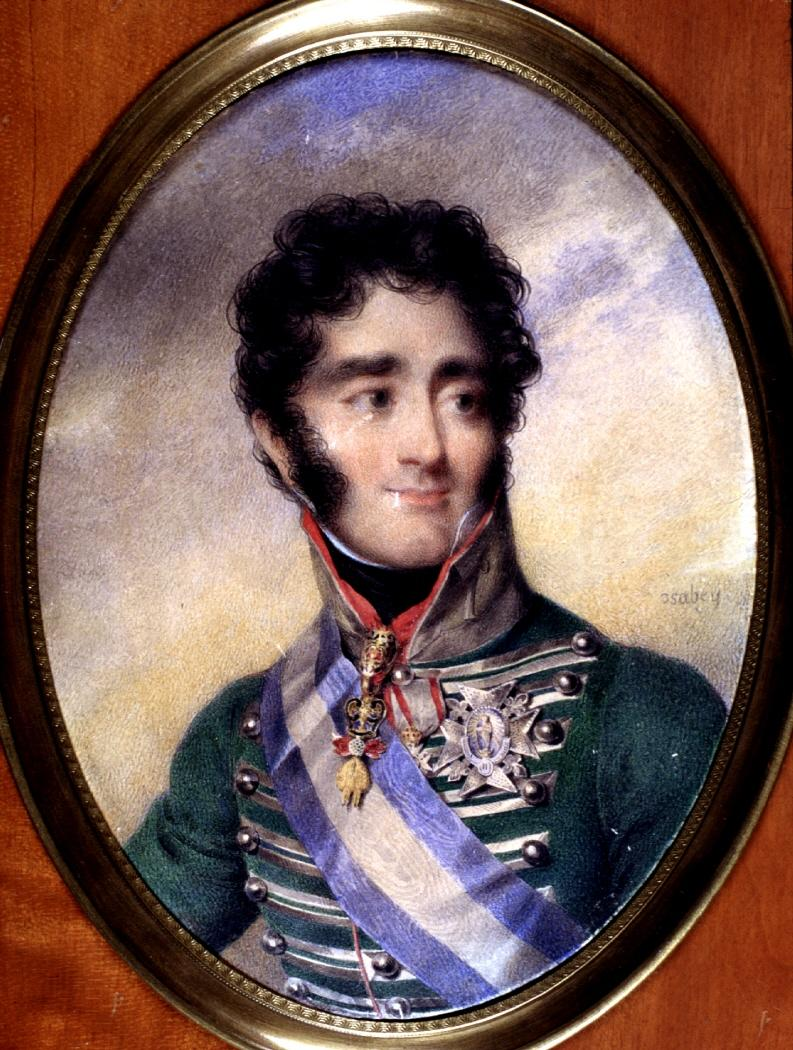
Карлос Хосе Гутьеррес де лос Риос, 1-й герцог де Фернан-Нуньес, герцог-консорт де Монтельяно, художник Жан-Батист Изабе, 1817.

Герцог де Монтельяно — наследственный испанский дворянский титул. Он был создан 4 февраля 1705 года испанским королем Филиппом V для Дона Хосе де Солиса и Вальдеррабано (1643—1713). Еще 30 октября 1681 года последний был удостоен титула графа де Монтельяно и главного аделантадо Юкатана. Хосе де Солис и Вальдеррабано был сыном Алонсо де Солиса и Вальдеррабано, графа де Вильянуэва-де-Канедо, и Антонии де Солис и Лусон, сеньоры де Пералехос. Предком Хосе де Солиса и Вальдеррабано был известный испанский конкистадор Франсиско де Монтехо, покоривший Юкатан в Новой Испании в 1546 году.
Название герцогского титула происходит от названия муниципалитета Монтельяно в провинции Севилья (автономное сообщество Андалусия).

## Герцоги де Монтельяно
|                            | Титул | Период                     |
| Креация создана Филиппом V | Креация создана Филиппом V | Креация создана Филиппом V |
| -------------------------- | --- | -------------------------- |
| I                          | Хосе де Солис и Вальдеррабано (15 апреля 1643 — 1 ноября 1713), сын Алонсо де Солиса, Вальдеррабано и Бракамонте, и Антонии де Солис и Гусман, сеньоры де Пералехос | 1705—1713                  |
| II                         | Альфонсо де Солис и Осорио (ок. 1665—1717), сын предыдущего и Клары Марии Осорио де Фонсеки | 1713—1717                  |
| III                        | Хосе Игнасио де Солис и Ганд-Вилайн (19 апреля 1683 — 25 июня 1763), единственный сын предыдущего и Луизы де Ганд-Вилайн | 1717—1763                  |
| IV                         | Алонсо Висенте де Солис и Фолк де Кардона (ок. 1720 — 3 августа 1780), единственный сын предыдущего и Хосефы Марии Фолк дк Кардоны и Бельвис де Монкада, маркизы де Кастельно и де Понс | 1763—1780                  |
| V                          | Альваро де Солис Виньякур и Фолк де Кардона (ок. 1750—1806), единственный сын предыдущего и Марии Аугусты де Виньякур Аренберг Манрике де Лара, 4-й графини де Фрихильяна (ум. 1791) | 1780—1806                  |
| VI                         | Мария Висента де Солис и Лассо де ла Вега (ок. 1780 — 4 июня 1840), единственная дочь предыдущего и Марии Андреа Лассо де ла Вега и Сильва, 4-й герцогини дель Арко | 1806—1840                  |
| VII                        | Мария дель Пилар Осорио и Гутьеррес де лос Риос (10 декабря 1829 — 1 сентября 1921), дочь Фелипе Осорио и де ла Куэва, 5-го маркиза де ла Мина (1795—1859), и Марии Франсиски де Ассис Гутьеррес де лос Риос и Висенте де Солис, 2-й герцогини де Фернан-Нуньес (1801—1836), внучка предыдущей | 1840—1921                  |
| VIII                       | Фелипе Фалько и Осорио (5 ноября 1859 — 12 апреля 1931), второй сын Мануэла Фалько и д' Адды, маркиза де Альмонасира (1828—1892), и Марии Пилар Осорио и Гутьеррес де лос Риос, 3-й герцогини де Фернан-Нуньес (1829—1921)                                                                     | 1921—1931                  |
| IX                         | Мануэль Фалько и Эскандон (2 сентября 1892 — 28 июля 1975), единственный сын предыдущего | 1931—1975                  |
| X                          | Карла Пиа Фалько и Медина (род. 21 апреля 1957), дочь Фелипе Фалько и Фернандеса де Кордовы, 10-го маркиза де Понса (род. 1929), и Марии дель Росио де Медины и Линьерс (1932-?), старшая внучка предыдущего                                                                                   | 1979 — настоящее время     |